# Idioma shipibo
El shipibo (shipibo-conibo o shipibo-konibo del nuevo alfabeto reconocido oficialmente en marzo de 2011) es la lengua más hablada de la familia pano con unos 34 152 hablantes aunque solamente 25 222 autoidentificaron con la etnia shipibo-conibo en el censo peruano de 2017 del Perú. El shipibo tiene de cuatro a cinco dialectos, según los investigadores:
- Shipibo (Principalmente en Coronel Portillo y la provincia de Ucayali)
- Conibo o Konibo (En el sur de Coronel Portillo y norte de Atalaya)
- Shetebo o Xetebo (En la provincia de Ucayali)
- Pisquibo o Piskibo (En la provincia de Ucayali)
- Kapanawa (En Requena)

Los shipibo-konibo no tienen un nombre demasiado específico para su lengua y la llaman usualmente [non] joi 'nuestra lengua' frente a la denominación nawan joi 'lengua de los extranjeros' que se aplica tanto al español como a otros grupos indígenas, especialmente los otros grupos que no hablan lenguas pano.

## Fonología

### Vocales
| Frontal | Central | Posterior |
| ------- | ------- | --------- |
| ɪ ⟨i ĩ⟩ | ɯ ⟨ɯ ɯ̃⟩ |           |
|         |         | o̞ õ ⟨o⟩   |
|         | ɐ ⟨a ã⟩ |           |

Monoftongos de Shipibo, según Valenzuela, Márquez Pinedo & Maddieson (2001)

- Los fonemas /i/ y /o/ se presentan en una posición más baja que sus correspondientes cardinales (además de ser más frontales en el caso de /o/): i̞, Archivo de audio "o̽" no encontrado; /ɯ/ se ubica más hacia la parte frontal que el vocal cardinal ɯ: Archivo de audio "ɯ̟" no encontrado, mientras que /a/ es más cerrada y central ɐ en comparación con el cardinal a ([Valenzuela et al., 2001](https://www.researchgate.net/publication/40852342), [en.wikipedia.org](https://es.wikipedia.org/wiki/Shipibo-conibo)).
- En el habla conectada, dos vocales adyacentes pueden articularse como un diptongo ascendente ([Valenzuela et al., 2001](https://www.researchgate.net/publication/40852342)).

#### Nasal
- Las vocales orales /i, ɯ, o, a/ se nasalizan fónicamente ([IPA|[ĩ, ɯ̃, õ, ã]}) luego de una consonante nasal; sin embargo, el comportamiento fonológico de estos alófonos difiere del de los fonemas vocálicos nasales /ĩ, ɯ̃, õ, ã/ ([Valenzuela et al., 2001](https://www.researchgate.net/publication/40852342)).
- Las vocales orales en sílabas anteriores a aquellas que contienen vocales nasales se realizan como nasales, salvo cuando interviene una consonante diferente a /w, j/ ([Valenzuela et al., 2001](https://www.researchgate.net/publication/40852342)).

#### Vocales sin acento
- La segunda de dos vocales sin acento adyacentes tiende a eliminarse ([Valenzuela et al., 2001](https://www.researchgate.net/publication/40852342)).
- Las vocales sin acento pueden llegar a atenuarse o elidirse cuando se sitúan entre dos obstruentes sordas ([Valenzuela et al., 2001](https://www.researchgate.net/publication/40852342)).

### Consonantes
| m ⟨m⟩  | n ⟨n⟩                                  |        |         |          |       |
| p ⟨p⟩  | Archivo de audio "t" no encontrado ⟨t⟩ |        |         | k ⟨c/qu⟩ |       |
|        | ts ⟨ts⟩                                |        | tʃ ⟨ch⟩ |          |       |
| sorda  | s ⟨s⟩                                  | ʂ ⟨s̈h⟩ | ʃ ⟨sh⟩  |          | h ⟨j⟩ |
| β ⟨b⟩  |                                        |        |         |          |       |
| w ⟨hu⟩ |                                        | ɻ ⟨r⟩  | j ⟨y⟩   |          |       |

- Las consonantes /m, p, β/ se articulan como bilabiales, mientras que /w/ se describe como vela labializada.
  - La consonante /β/ se manifiesta principalmente como fricativa β, aunque también puede sonar como aproximante β̞, oclusiva b y en forma africada bβ. La realización oclusiva es más frecuente en sílabas tónicas iniciales, y la aproximante en onsets no tónicos ([Valenzuela et al., 2001](https://www.researchgate.net/publication/40852342)).
- Las consonantes /n, ts, s/ son alveolares ([Valenzuela et al., 2001](https://www.researchgate.net/publication/40852342)), mientras que la consonante /t/ se articula de manera dental (t̪).
- La distinción entre /ʂ–ʃ/ puede describirse bajo la diferenciación apical–laminal ([Valenzuela et al., 2001](https://www.researchgate.net/publication/40852342)).
- La consonante /k/ se clasifica como velar, mientras que /j/ se ubica en el grupo de las palatales ([Valenzuela et al., 2001](https://www.researchgate.net/publication/40852342)).
- Antes de vocales nasales, las consonantes /w, j/ se nasalizan, realizándose como [w̃, j̃]; en algunos casos pueden aproximarse a consonantes nasales tales como [ŋ, ɲ] ([Valenzuela et al., 2001](https://www.researchgate.net/publication/40852342)).
- La consonante /w/ se realiza como w ante las vocales /a, ã/, como ɥ ante /i, ĩ/ y como ɰ ante /ɯ, ɯ̃/. No se observa su realización antes de /o, õ/ ([Valenzuela et al., 2001](https://www.researchgate.net/publication/40852342)).
- La realización de /ɻ/ es particularmente variable:
  - Intervocálicamente, puede manifestarse como continuante, con o sin fricación débil (ɻ o ʐ).
  - En el inicio de una sílaba tónica, puede aparecer como africada palatoalveolar, representada como [d̠͡z̠], o mediante una secuencia oclusivo-aproximante [d̠ɹ̠].
  - También se ha registrado su realización como flap palatoalveolar, designado ɾ̠ ([Valenzuela et al., 2001](https://www.researchgate.net/publication/40852342)).

## Descripción gramatical

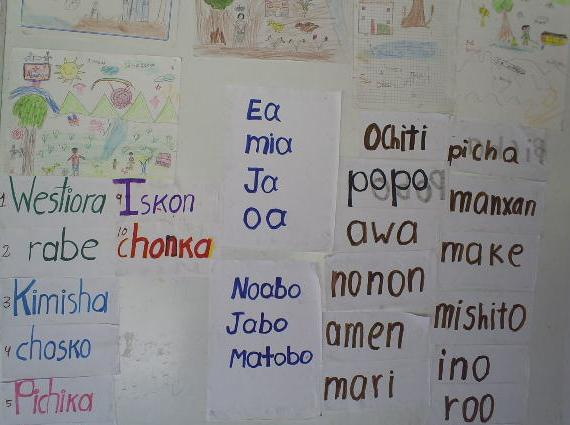
Una pizarra mostrando este idioma en la comunidad de Bena Jema, departamento de Huánuco.

### Gramática
El shipibo-konibo es una lengua consistentemente de núcleo final, es decir, en un sintagma el núcleo del mismo va al final de dicho sintagma. Y como consecuencia de eso presenta un orden básico predominante Sujeto Objeto Verbo y usa postposiciones en lugar de preposiciones, además de que los complementos del nombre y los genitivos preceden al nombre al que complementan.
El shipibo-konibo presenta un alineamiento morfosintáctico de tipo consistentemente ergativo. Esto contrasta con otras lenguas pano que presentan ergatividad escindida
donde el sistema de marcaje ergativo se restringe usualmente a nombres comunes pero los pronombres usan un sistema de marcaje nominativo-acusativo.
Las siguientes oraciones muestran algunas oraciones en las que aparecen participantes A (sujeto de oración transitiva), O (objeto de oración transitiva), Sa (sujeto activo de oración intransitiva) So (sujeto inactivo de oración intransitiva):
(1) E-a-ra isin-ai (So)
1.ªPERS-ABS-EV estar.enfermo-INC
'Estoy enfermo/a'
(2) E-a-ra Kako-nko ka-iba-ke (Sa)
1.ªPERS-ABS-EV Caco-DIR ir-PSD2-CMPL
'Yo fui al Caco ayer'
(3) E-a-ra nawa-n ochíti-nin natex-ke (A y O)
1.ªPERS-ABS-EV mestizo-GEN perro-ERG morder-CMPL
'El perro del mestizo me mordió'
(4) E-n-ra nawa-n ochíti jamá-ke (A y O)
1.ªPERS-ERG-EV mestizo-GEN perro:ABS patear-CMPL
'Yo pateé al perro del mestizo'